# Jamie Thomas King
Jamie Thomas King (Londra, 9 luglio 1981) è un attore britannico.

## Biografia
Figlio del regista Christopher King e della scrittrice Laura Lamson, Jamie Thomas ha frequentato la London Academy of Music and Dramatic Art, dalla quale si è diplomato nel 2002.
A giugno del 2009 ha iniziato ad uscire con Rachelle Lefèvre (Victoria nei film  Twilight e The Twilight Saga: New Moon).

## Carriera
Jamie è apparso in varie serie televisive, opere teatrali e pellicole cinematografiche. Nel 2005 ha recitato nell'adattamento cinematografico di The River King di Alice Hoffman, insieme ad Edward Burns, mentre nel 2006 ha fatto parte del cast di Tristano e Isotta.
Tra il 2005 e il 2006, ha interpretato il ruolo di Dakin nel primo tour britannico dello spettacolo di teatrale di Alan Bennett, The History Boys. Ha ripreso il ruolo per un breve periodo nel 2007, quando lo spettacolo è stato messo in scena al Wyndham's Theatre di Londra, poiché l'attore che interpretava Dakin all'epoca, Ben Barnes, si chiamò improvvisamente fuori.
Nel 2007, ha ottenuto un ruolo minore nella serie televisiva britannica del canale Showtime I Tudors, insieme a Jonathan Rhys Meyers. Il suo ruolo è quello del poeta inglese Thomas Wyatt. Nella seconda stagione della fiction, il suo ruolo è diventato da minore a regolare.
Nel 2009, ha ottenuto il ruolo di Guy MacKendrick nella serie televisiva statunitense Mad Men. Il suo personaggio è un giovane direttore della contabilità pubblicitaria che dovrebbere essere promosso a manager di un'agenzia newyorkese, quando un dattilografo ubriaco lo investe guidando un tosaerba elettrico, mettendo fine alla sua carriera.

## Filmografia parziale

### Cinema
- The River King, regia di Nick Willing (2005)
- Tristano e Isotta (Tristan & Isolde), regia di Kevin Reynolds (2006)
- Vampire Diary, regia di Phil O'Shea (2007)
- The Legend of Hell's Gate: An American Conspiracy, regia di Tanner Beard (2011)
- Like Crazy, regia di Drake Doremus (2011)
- La talpa (Tinker, Tailor, Soldier, Spy), regia di Tomas Alfredson (2011)

### Televisione
- Bad Girls – serie TV, 6 episodi (2003)
- L'ispettore Barnaby (Midsomer Murders) – serie TV, un episodio (2003)
- Casualty – serie TV, episodio 19x06 (2004)
- I Tudors (The Tudors) – serie TV, 14 episodi (2007-2008)
- The Cleaner – serie TV, episodio 1x09 (2008)
- I predatori della città perduta (Lost City Raiders), regia di Jean de Segonzac (2008) – film TV
- CSI: Miami – serie TV, episodio 7x09 (2008)
- Private Practice – serie TV, episodio 2x19 (2009)
- Mad Men – serie TV, episodio 3x06 (2009)
- Day One, regia di Alex Graves (2010) – film TV
- Marchlands – miniserie TV, 5 puntate (2011)
- Air Force One Is Down – miniserie TV, puntate 1x01-1x02 (2013)
- L'amore e la vita - Call the Midwife (Call the Midwife) – serie TV, episodio 2x04 (2013)
- I misteri di Murdoch (Murdoch Mysteries) – serie TV, episodi 11x04-16x09 (2017, 2022)
- The Originals – serie TV, episodio 5x05 (2018)
- Elementary – serie TV, episodio 7x01 (2019)
- Coroner – serie TV, episodio 1x07 (2019)

## Doppiatori italiani
Nelle versioni in italiano delle opere in cui ha recitato, Jamie Thomas King è stato doppiato da:
- Edoardo Stoppacciaro in CSI: Miami
- Daniele Raffaeli in Private Practice
- Francesco Bulckaen in Mad Men